# 国立ハンセン病博物館
国立ハンセン病博物館（ National Hansen's Disease Museum）は、アメリカ合衆国ルイジアナ州カーヴィル（Carville）にあったハンセン病コロニー「Carville National Leprosarium」跡地に位置する博物館

## 歴史
- 1894年、サトウキビ畑跡地にハンセン病対応療養所Louisiana Leper Home建設[2]
- 1921年、 アメリカ公衆衛生局に移管、国立療養所U.S. Marine Hospital Number 66に改正
- 1986年、ハンセン病患者の支援に取り組んだGillis William Long合衆国議員に因み、Gillis W. Long Hansen’s Disease (Leprosy) Centerに改称。
- 1992年、カーヴィル歴史地区（Carville Historic District）設置
- 1996年、国立ハンセン病博物館（National Hansen’s Disease (Leprosy) Museum）開館